# Вулиця Слівенська (Тернопіль)
Вулиця Слівенська — вулиця в житловому масиві «Східний» міста Тернополя.

## Відомості
Розпочинається від проспекту Степана Бандери, пролягає на південь до вулиці Лесі Українки, де і закінчується. На вулиці розташовані багатоквартирні будинки.

## Комерція
- Продуктовий магазин «Смаколик» (Слівенська, 15)
- Укрпошта, відділення №11 (Слівенська, 15)

## Транспорт
На вулиці розташовані 2 зупинки громадського транспорту: 
- Вулиця Слівенська (від центру) — автобусні маршрути №1, 11, 18, 37, тролейбус №4.
- Вулиця Слівенська (до центру) — автобусні маршрути №11, 14, 21, 24, 38, тролейбуси №2, 4, 5, 6, 7.